# Reorganització dels governs de Fars, Esfahan, Azerbaidjan i l'Iraq Arabí (1403)
La regorganització dels governs de Fars, Esfahan, Azerbaidjan i l'Iraq Arabí va ser un dels esdeveniments de la Campanya dels Set Anys (1399-1404), que es va produir el 1403 després de la mort de Muhammad Sultan.

## Fars i Esfahan
A Menkul, Timur va concedir altre cop el seu favor a Pir Muhammad ibn Umar Xaikh i li va retornar el govern de Fars i Siraz, donant-li com a ministres a Luft Allah ibn Bayan Timur ibn Akbugha i a Txel Panchat Barles. Va cridar al príncep Rustem que era a Siraz, per presentar-se a la cort; quan va arribar a Kansar, que era una dependència de Gulbadkhan es va trobar amb un diploma de l'emperador que li concedia el govern d'Esfahan i li ordenava anar a Burudjird i reconstruir la fortalesa d' Ormiyan. Pir Muhammad, que estava de camí a Siraz, va arribar a Kansar i es va trobar allí amb el seu germà Rustem; va ser una trobada cordial i després cadascú va anar al seu govern si bé Rustem primer va fer la tasca encarregada a Burudjird abans de poder anar a Esfahan.
Timur es va traslladar a la zona de Kars i allí va donar el govern de l'Iraq Arabí incloent Wasit i Bàssora (i amb les seves dependències de Kurdistan, Oirat, Mardin i Diyarbakir) al príncep Abu Bakr amb l'encàrrec de recuperar i restaurar Bagdad; li va donar com a grans amirs a Bayan Sultan Barles, Pir Husayn Barles, Sevinjik Bahadur, Sultan Sanjar, Hajji Saif al-Din Barles, Doler Khoja Inak i alguns altres, així com un fort exèrcit. Abu Bakr va anar a la zona via Diyarbakir. Timur va enviar també en suport d'Abu Bakr al seu net Rustem, governador d'Esfahan; altres suports enviats per Timur foren Tukel Ari Bugha, governador d'Hamadan, Tamun Sutxi, governador de Nihawand i Shah Rustem de Sanjar i Dinawar.

## L'Iraq Arabi sota Kara Yusuf (1403)
Yazdi explica els esdeveniments que havien portat a l'Iraq Arabí a necessitar una nova intervenció: El sultà Ahmad ibn Uways va fugir de Bagdad vers el mateix moment que Kara Yusuf, que fugia de la guerra a Anatòlia, arribava a Hit o Bayan-Hit. Ahmad es va retirar cap al govern del seu fill Tahir ibn Ahmad (a Hilla) i el general Agha Firuz que era en realitat qui tenia el control del govern de Tahir. Firuz i Tahir desconfiaven d'Ahmad i van tenir un consell amb els diversos amirs, com Muhammad Beg governador d'Ormi, Mir Ali Kalender, Mikhail, Farrakh Shah, i van decidir desconèixer al sultà. A la nit van passar el riu pel pont i van acampar a l'altre costat. Quan Ahmad va arribar i es va fer càrrec de la situació, va fer destruir el pont i va avançar paral·lel al riu; va enviar un missatge al seu vell aliat Kara Yusuf, el qual va acudir amb les seves tropes i junts van passar el riu; l'exèrcit de Kara Yusuf i les forces d'Ahmad es van llençar sobre els rebels liderats per Tahir ibn Ahmad, que foren derrotats. Tahir va intentar fugir però en la seva fugida, al saltar un riu amb el seu cavall i les seves armes, va caure i es va matar. Les seves tropes es van dispersar. Kara Yusuf va ocupar Hilla i Ahmad, desconfiant de Kara Yusuf, va tornar a Bagdad. Kara Yusuf va sortir d'Hilla amb un exèrcit i es va dirigir a Bagdad que va ocupar (1402). Ahmad es va amagar i va poder fugir de nit ajudat per un fidel de nom Kara Hassan que el va carregar a la seva esquena; pel camí van trobar a un home que tenia un bou i el sultà va pujar a aquest bou i amb Kara Hassan van arribar a Tikrit, on el governador Sarel Omar Oirat li va regalar 40 cavalls, i li va facilitar diners i armes; allí se li van reunir diversos dels seus oficials despedregats: Shaikh Maksud, Dolet Yar, Adel i altres; de Tekrit va poder arribar a Damasc. Kara Yusuf es va trobar amo i senyor de Bagdad i de gran part de l'Iraq Arabi.
Abu Bakr, després de passar pel Diyarbakir, va començar el seu recorregut a Arbela, on va detenir al governador Abdalla i altres caps rebels que foren enviats a la cort lligats. En les operacions va morir l'amir Payende Sultab Barles. Mentre Rustem sortia de Burudjird i es va reunir amb Abu Bakr a Hilla.

## Takhi-i-Hulagu
A començament del 1404 Tamerla va decidir concedir el govern dels territoris de Baylakan, Bardaa, Ganja, Arran, Armènia, Geòrgia i Trebisonda, que abans depenien del govern de Tabriz (Azerbaidjan o Takhi-i-Hulagu) al seu net Khalil Sultan; la resta dels territoris de l'antiga corona d'Hulagu, excepte aquella que havien passat a Abu Bakr (el fill gran de Miran Shah que havia rebut l'Iraq Arabí amb Bagdad i les seves dependències incloent el Diyar Bakr) fou per Muhammad Umar (segon fill de Miran Shah), que va rebre l'Azerbaidjan i Tabriz, l'Iraq Ajamita amb Sultaniya, Armènia, el Xirvan, Xaki i dependències).